# Maxim Agné

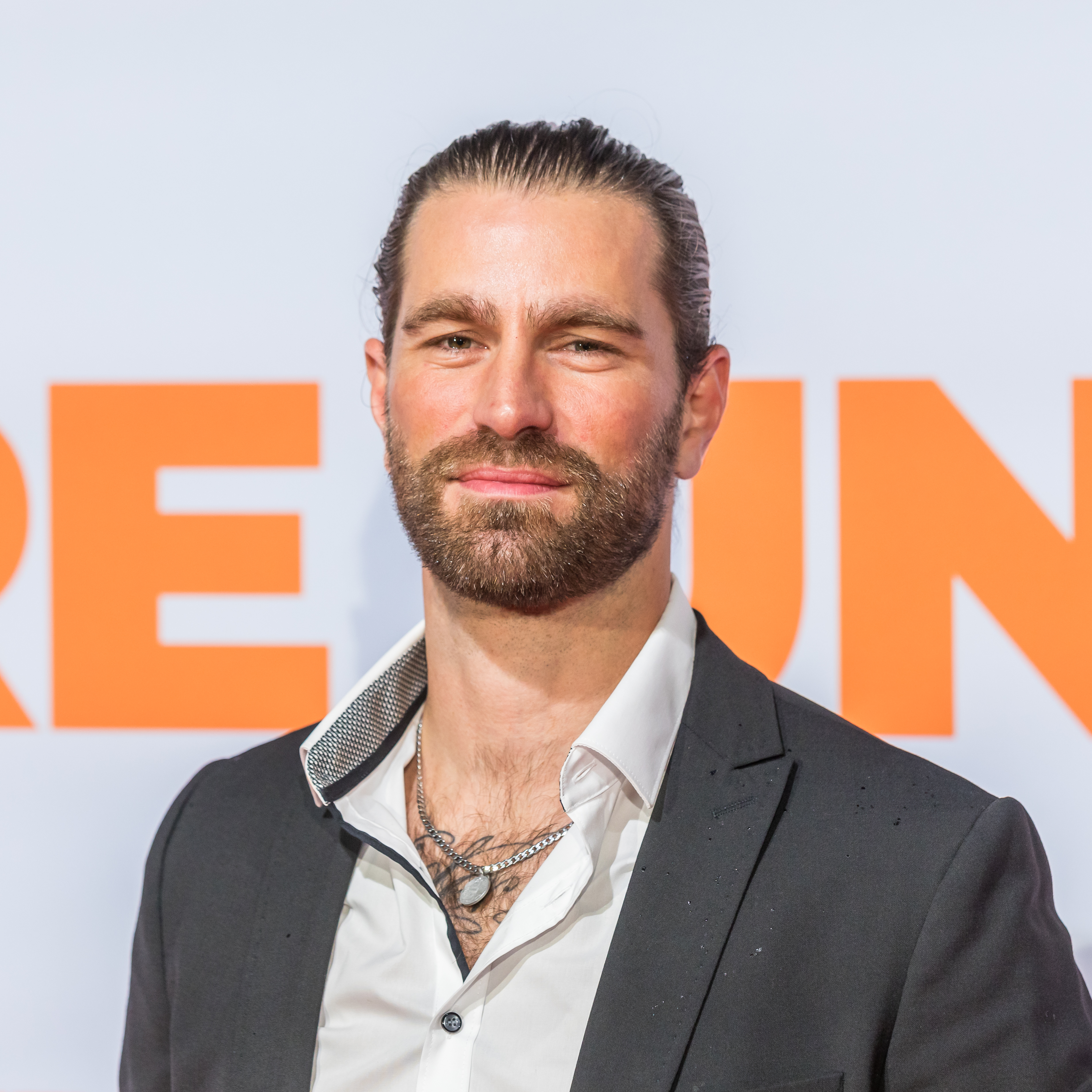
Maxim Agné, 2024

Maxim Agné (* 1986 in Darmstadt) ist ein deutsch-österreichischer Schauspieler.

## Leben
Maxim Agné arbeitete nach dem Abitur zunächst als Animateur in verschiedenen Urlaubsresorts am Mittelmeer. Er nahm Tanz- und Gesangsunterricht und absolvierte von 2010 bis 2014 seine Schauspielausbildung an der Filmschauspielschule Berlin, wo er sein Interesse für das Theater entdeckte.
Nach seinem Abschluss spielte er an verschiedenen kleineren und größeren Bühnen in Deutschland. 2014 trat er am Theater „Die Färbe“ in Singen als Ruprecht in Der zerbrochne Krug auf. 2014/15 spielte er die Titelrolle bei den „Krabat-Festspielen“ in Schwarzkollm. Es folgten Engagements am Schlossparktheater Berlin, am Theater der Altstadt in Stuttgart und am Staatstheater Cottbus. 2018/19 trat er am Theater Eisleben als Karl Moor in Die Räuber auf. 2019 gastierte er als Mortimer in Christopher Marlowes Drama Leben Eduards des Zweiten von England am Neuen Globe Theater in Potsdam. Außerdem trat er am Prime Time Theater und am Theater Scheselong in Berlin auf.
Seit 2010 steht Agné auch für Film- und Fernsehproduktionen vor der Kamera. Während des Studiums drehte er zweimal unter der Regie von Oliver Schmitz. Für seine Filmrollen besuchte er Meisterklassen und Kamera-Trainings bei Larry Moss, Ivana Chubbuck und Tim Garde. Außerdem nahm er Sprechunterricht bei Katharina Koschny.
In der TV-Serie Lindenstraße war er als Jacks Halbbruder Ludwig Mayer zu sehen. Im GZSZ-Spin-Off Sunny – Wer bist du wirklich? (2020) spielte er an der Seite von Valentina Pahde den Handwerker Goran. In der RTL-Serie Unter uns gehörte Agné, der als alter Bundeswehrkamerad der Rollenfigur David Junker (Diego Carlos Seyfarth) eingeführt wurde, von Oktober 2023 (Folge 7217) bis Mai 2025 (Folge 7613) als Bombenentschärfer und Fitnessstudio-Inhaber Henry Gerlach zur Hauptbesetzung. In der 4. Staffel der TV-Serie WaPo Berlin (2024) übernahm er eine Episodenrolle als tatverdächtiger, wesentlich jüngerer Lebensgefährte einer getöteten Opernsängerin.
Agné, der auch als Werbedarsteller arbeitet und gelegentlich auch als Synchronsprecher tätig ist, lebt in Berlin.

## Filmografie (Auswahl)
- 2011: Allein unter Müttern (Fernsehfilm)
- 2012: Allein unter Nachbarn (Fernsehfilm)
- 2015: Best Friend! (Kurzfilm)
- 2016: Alles was zählt (Fernsehserie, zwei Folgen)
- 2018: Lindenstraße (Fernsehserie, zwei Folgen)
- 2020: Sunny – Wer bist du wirklich? (Fernsehserie, Serienrolle)
- 2021: K11 - Die neuen Fälle (Episode: Kalter Fisch - heiße Liebe)
- seit 2023: Unter uns (Fernsehserie, Serienrolle)
- 2024: WaPo Berlin: Rosentod (Fernsehserie, eine Folge)